# سيدريك كاهيل
سيدريك كاهيل هو سياسي أسترالي، ولد في 16 يوليو 1912، وتوفي في 9 نوفمبر 1973. نشط حزبياً في حزب العمال الأسترالي. وقد انتخب عضو المجلس التشريعي لنيوساوث ويلز ‏.